# Kolpasjevo

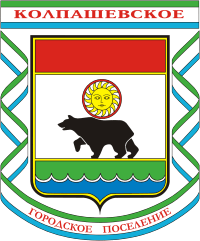
Stadens vapen.

Kolpasjevo (ryska Колпа́шево) är en stad i Tomsk oblast i Ryssland. Folkmängden uppgick till 23 085 invånare i början av 2015.